# 斑点湖
斑点湖（英語：Spotted Lake）为加拿大不列颠哥伦比亚奥索尤斯西北部的一个盐碱湖。由于夏季湖水蒸发，露出了湖底的矿物质，形成状如斑点的诸多小水坑，故名。湖中富含多种矿物质，湖水和湖泥有疗养的功效。第一次世界大战期间还曾经开采湖中的矿物制造弹药。